# Мужчина в золотом шлеме
«Мужчина в золотом шлеме» (нем. Der Mann mit dem Goldhelm) — портрет работы художника из круга Рембрандта Харменса ван Рейна, который долгое время считался произведением самого Рембрандта. Экспонируется в Берлинской картинной галереи как собственность Kaiser Friedrich-Museums-Verein.

## Описание
На картине изображён пожилой мужчина на темном фоне с поразительно сияющим золотым шлемом на голове. Шлем является доминирующим объектом картины благодаря своему цвету и свету, а также импасто (толстый слой краски), на фоне которого полуосвещённое лицо и тёмный фон теряют своё значение.

## Анализ
В 1891 году Вильгельм фон Боде предположил, что на картине изображён брат Рембрандта Адриан. Однако этот же натурщик встречается на другой картине Рембрандта, датированной 1654 годом, тогда как его брат умер в 1652 году. Биограф Арнольд Хоубракен упоминает картину «Марс, бог войны» ученика Рембрандта Хеймана Дулларта, которая была продана в Амстердаме как подлинник Рембрандта. Следует отметить, что для зрителей конца XVII века шлем конца XVI века уже считался антиквариатом. Это позволяет предположить, что изображённый на картине человек задумывался как воин прошлого, чей великолепный шлем был знаком его высокого положения.
Примечательно, что именно атрибут стал основным мотивом картины, а натурщик, таким образом, остался безымянным. Абрахам Бредиус охарактеризовал картину как «мастерский натюрморт со шлемом». Вильгельм фон Боде считал, что этот мотив был «придуман Рембрандтом только для того, чтобы подчеркнуть выражение и характер головы».

## Авторство
В 1897 году Kaiser-Friedrich-Museums-Verein, являющийся спонсором Берлинской картинной галереи, приобрёл картину как подлинник Рембрандта. Однако в 1970-х гг. в рамках начатого в 1968 году Исследовательского проекта «Рембрандт» возникли сомнения в подлинности картины. Выяснилось, что портрет является работой мастерской Рембрандта и что ни один из родственников Рембрандта не был его натурщиком.

С 1986 года «Человек в золотом шлеме» более не атрибутируется Рембрандту. Эрнст ван де Ветеринг рассказал газете Tagesspiegel о переоценке этой картины и реакции на неё:
Для нас она тоже была неотъемлемой частью общего образа Рембрандта. Когда в реставрационной мастерской картину вынули из рамы, у нас чуть глаза на лоб не выскочили. Поначалу мы считали копию совершенно невозможной и долгие годы молчали, ведь пока она не была записана в томах исследований, наши выводы были лишь предварительными суждениями.
 Вопросы подлинности являются дискуссионными и вызывают бурную реакцию. Сотрудникам Исследовательского проекта «Рембрандт» часто говорили: «Вы воруете, вы уничтожаете капитал владельцев». У людей возникало ощущение, что мы что-то у них отнимаем".
Часто предпринимались попытки переосмысления авторства картины. В качестве авторов картины рассматривались Карел ван ден Плюйм, Хейман Дулларт и аугсбургский художник Иоганн Ульрих Майр, работавший в мастерской Рембрандта около 1648/1649 года, поскольку шлем был признан работой аугсбургских оружейников. Однако нельзя исключать, что автор картины принадлежал не к ближайшему окружению Рембрандта, а к его более широкому кругу.
Берлинский искусствовед Вернер Буш отмечал, что по уставу XVII века «мастер имел право продавать всё, что производилось в его мастерской, под своим именем». Это также объясняет, почему существуют работы с подписью Рембрандта, к которым он практически не прикладывал своей руки: «Есть картины Рембрандта, которые больше Рембрандт, чем сам Рембрандт, — например, „Мужчина в золотом шлеме“ в Берлине. Его густое импасто, дающее потенцированный блеск, выводит рембрандтовский принцип за рамки самого себя. Именно поэтому картина смогла стать столь знаменитой: в течение определённого времени она олицетворяла Рембрандта, не будучи Рембрандтом».
После покупки и публичной выставки в Берлине картина стала пользоваться огромной популярностью. Широкое распространение получили художественные репродукции и более или менее удачные воплощения в других средствах (например, в виде вышивки), украсившие многие дома. После того как картина перестала считаться произведением Рембрандта, её популярность снизилась, хотя, как отмечает Мартин Варнке, она, безусловно, является высококачественным произведением.